# 安部信発
安部 信発（あんべ のぶおき）は、江戸時代後期の大名。安部氏24代当主。武蔵国岡部藩13代藩主、のち三河国半原藩主。官位は従五位下・摂津守。維新後、半原藩知事。

## 生涯
弘化3年（1847年）、武蔵六浦藩7代藩主・米倉昌寿の九男として誕生した。
文久3年（1863年）9月11日、岡部藩12代藩主・安部信宝が死去したため、その末期養子となって家督を継いだ。正室は安部信宝の養女（安部信方の娘）。同年9月23日、14代将軍・徳川家茂に拝謁する。同年12月26日、従五位下・摂津守に叙任する。元治元年（1864年）11月、岡部藩は天狗党の乱鎮圧に参加し武功を挙げた。元治2年（1865年）、日光祭礼奉行を命じられる。
慶応4年（1868年）3月17日、上洛し、新政府へ恭順の姿勢を示す。同年4月3日、新政府に対して、武蔵の所領だけでは藩士に対して知行を与えるのが困難であるとして、三河国八名郡半原に藩庁を移すことを願った。同年4月14日、許可された。以後、半原藩と称した。同年閏4月7日、京都を出発し、半原に向かった。
明治2年（1869年）の版籍奉還で半原藩知事に任じられ、明治4年（1871年）の廃藩置県で免職された。明治28年（1895年）9月、死去。跡は養子の信順（安部関次郎の子）が継いだ。信順の妻・信子は子爵板倉勝憲の姉。

## 系譜
父母
- 米倉昌寿（実父）
- 安部信宝（養父）

正室
- 艶 ー 安部信宝の養女、安部信方の娘

子女
- 安部種子 ー 安部修正室

養子
- 安部信順 ー 安部関次郎の子

- 信順次代の信明は、医者で男爵の池田謙斎の子。